# September Gun
September Gun es una película estadounidense de comedia y wéstern de 1983, dirigida por Don Taylor, escrita por Hal Goodman, Larry Klein y William W. Norton, musicalizada por Larry Cansler, en la fotografía estuvo Gerald Perry Finnerman y los protagonistas son Robert Preston, Patty Duke y Geoffrey Lewis, entre otros. El filme fue realizado por Brademan Self Productions y Quinn Martin Productions (QM), se estrenó el 8 de octubre de 1983.

## Sinopsis
Ben Sunday, un pistolero con experiencia, crea una alianza poco confortable con una monja católica. Ella ya está decidida y quiere construir un templo para unos apaches desamparados.